# Бергарен
Бергарен (нід. Bergharen) — село в нідерландській провінції Гелдерланд. Входить до муніципалітету Віхен.
До 1984 року мало статус окремого муніципалітету.

## Галерея

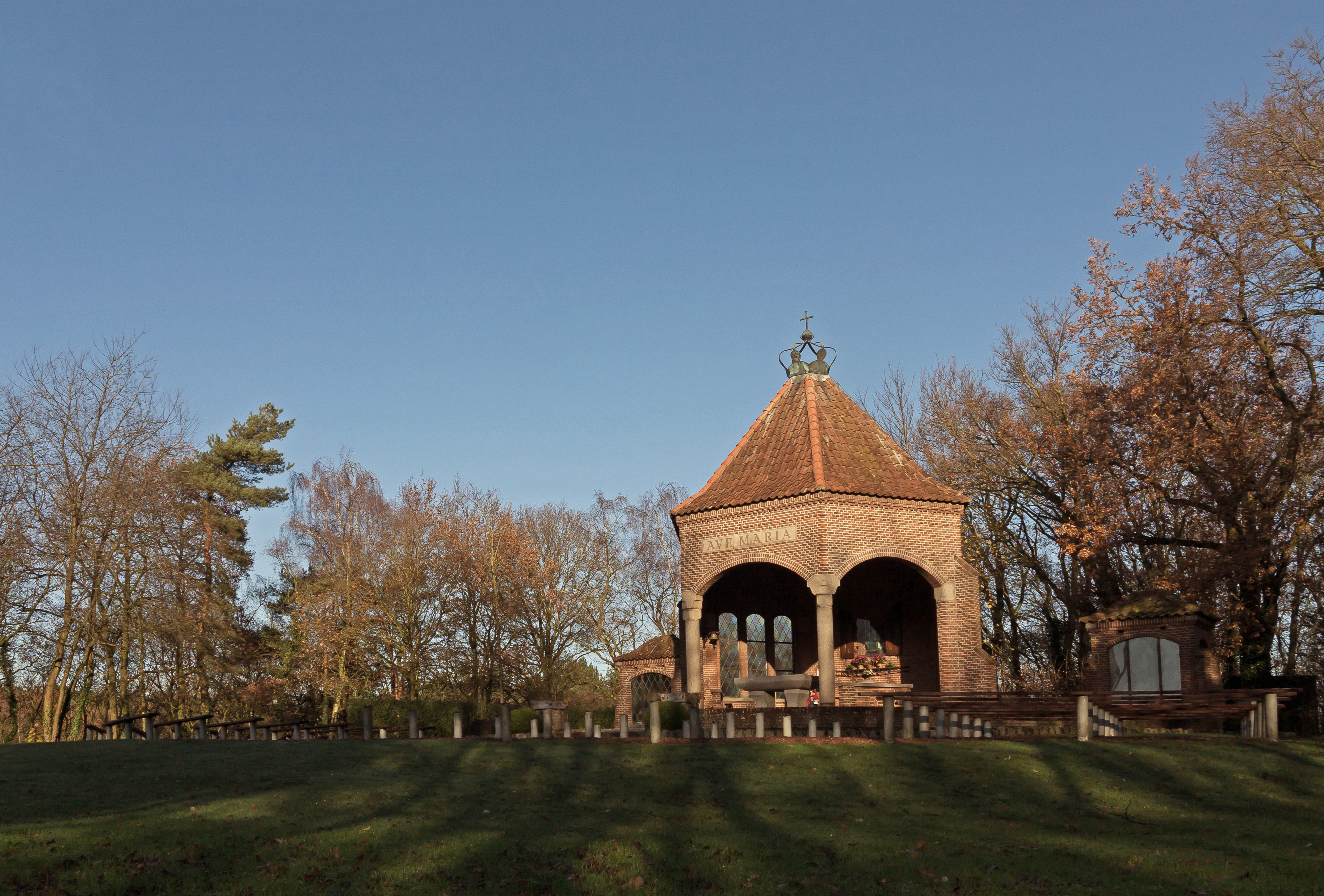
Каплиця
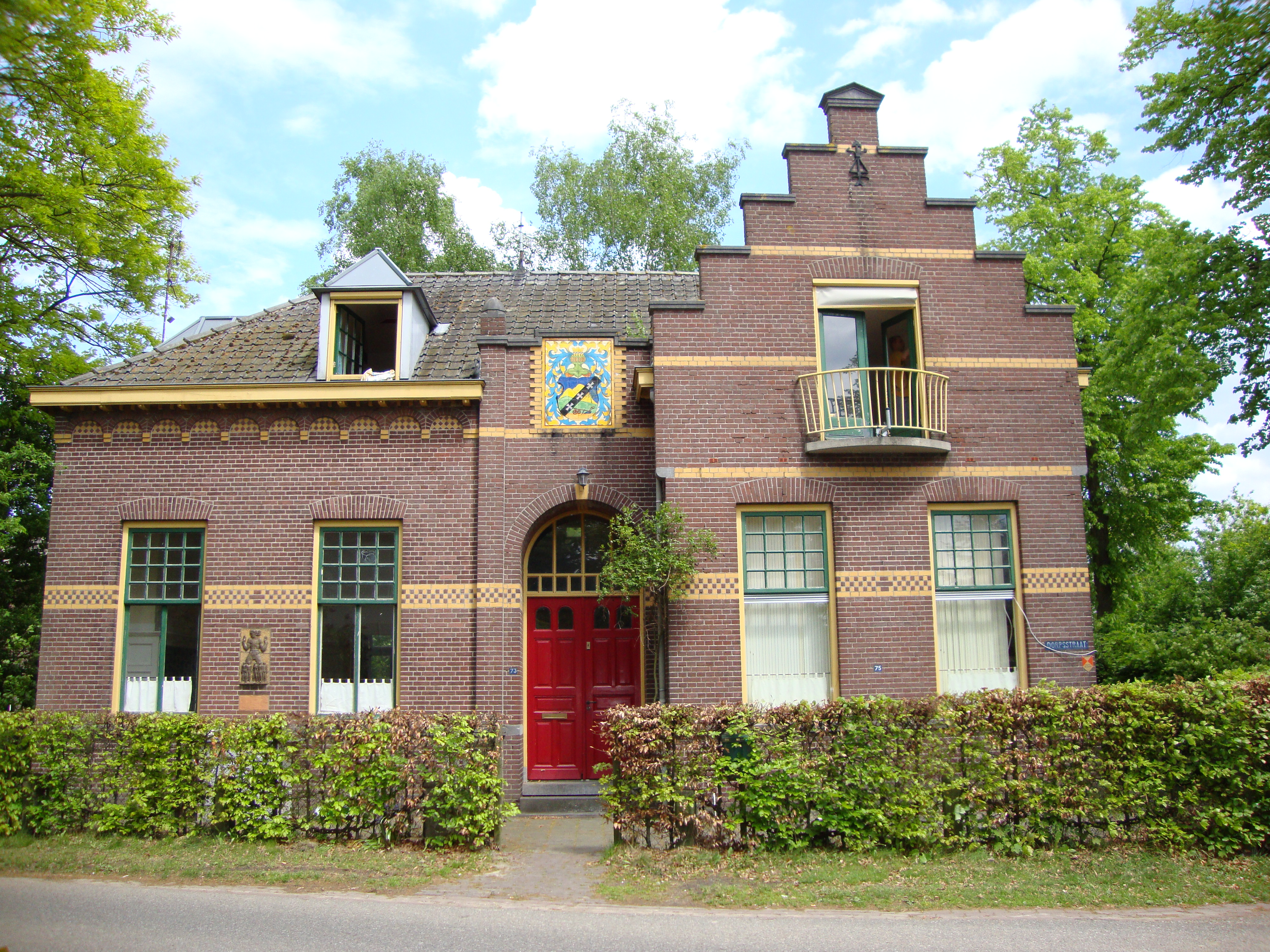
Колишня будівля мерії
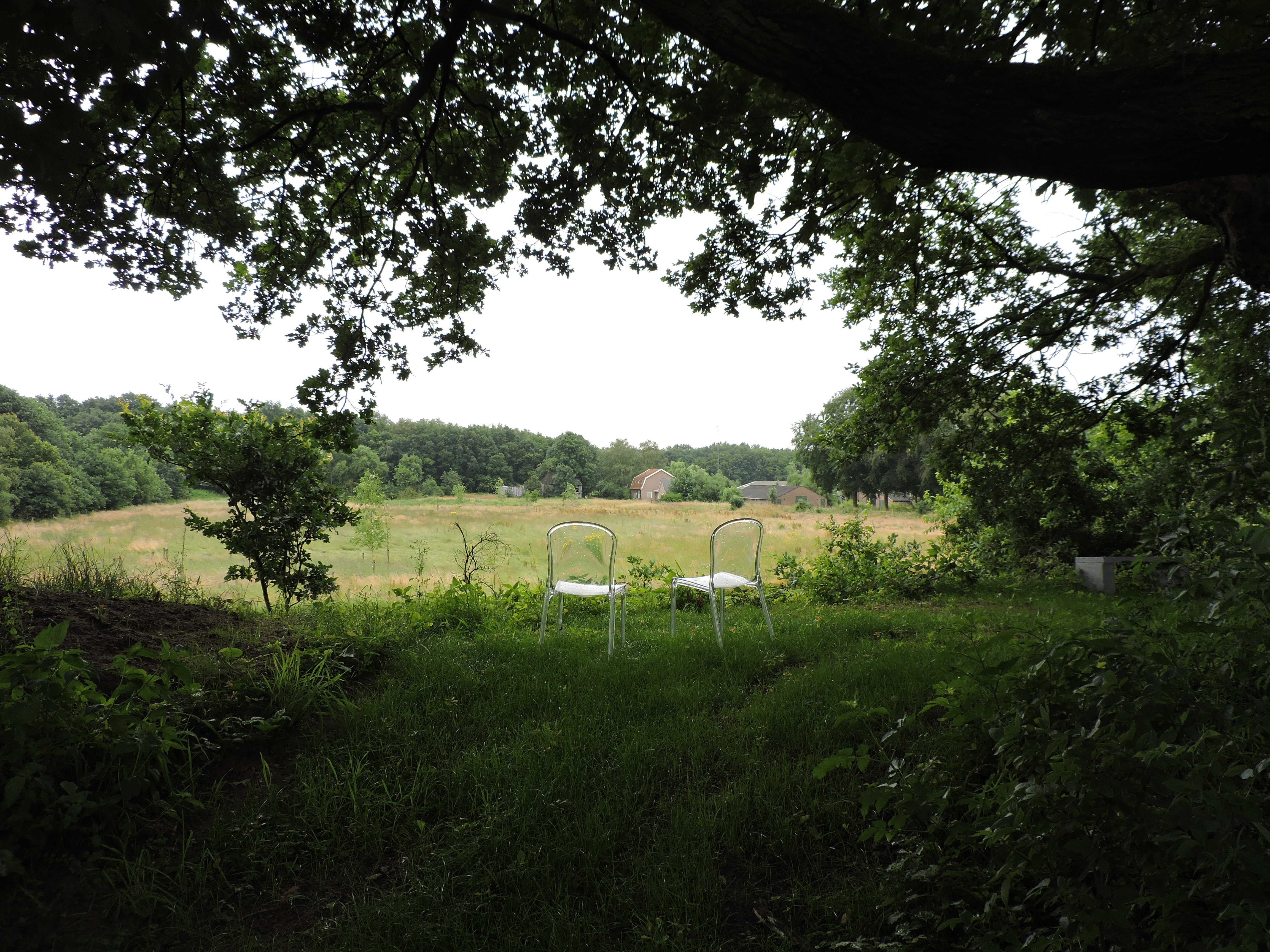
Панорама
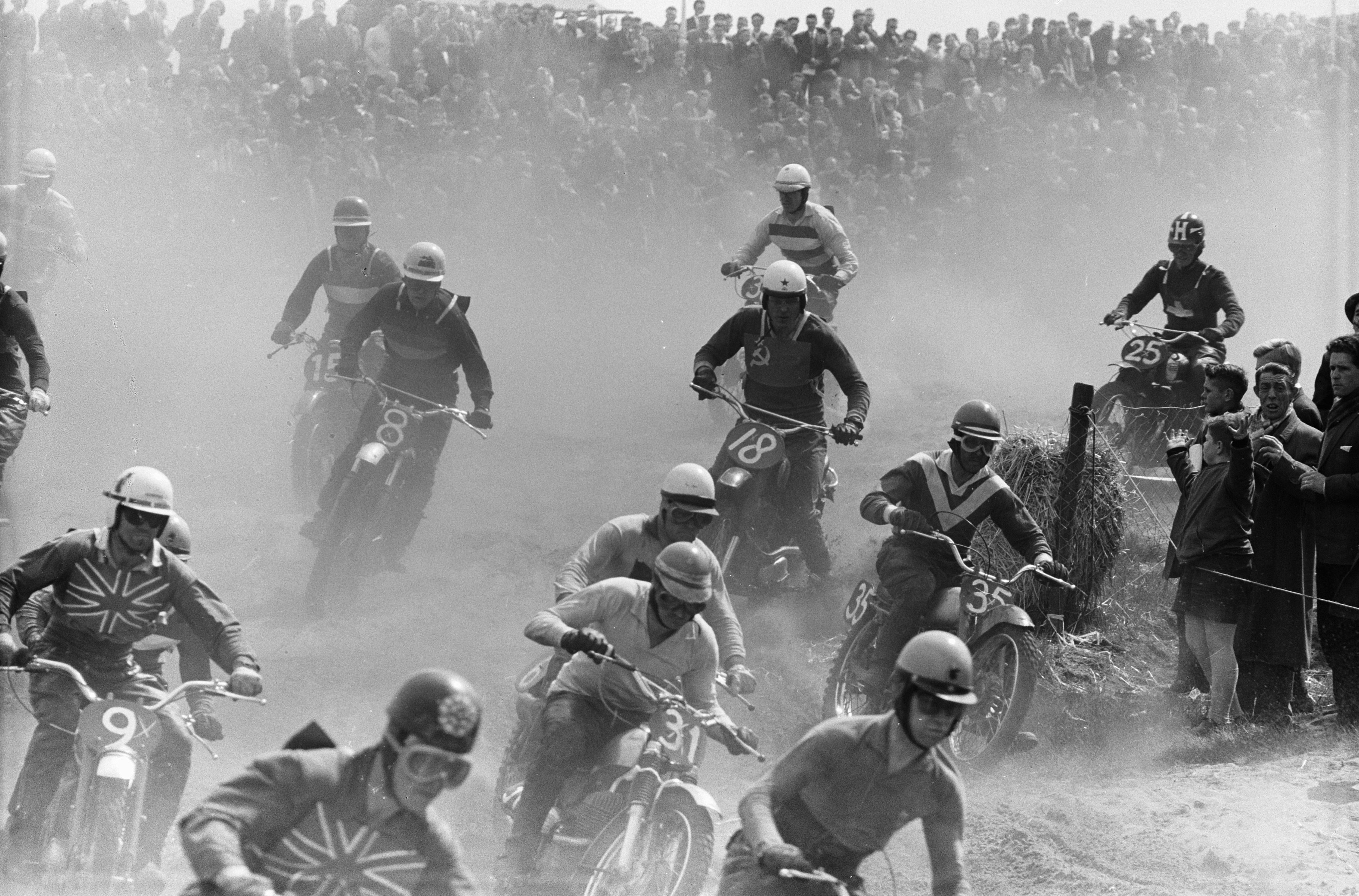
Мотокрос (1962)